# 博比·莫斯利
博比·莫斯利（英語：Bobby Moseley；1996年3月7日—）是一位愛爾蘭已退役足球運動員，在場上的位置是邊衛，他是足球經紀完全體育集團（Complete Sports Group）的創辦人和擁有人。

## 職業生涯
莫斯利在考文垂和伯明翰青年隊學習踢球，在2015年投效斯托克城並在2015年8月2日季前熱身賽對波尔图的賽事上場。2016年3月，他被外借至美國足球冠軍聯賽球會聖安東尼奧。季後他被被斯托克城放棄。
2016年7月，他轉投英格蘭足球全國聯賽球會索利赫爾摩爾，很快便改效另一球會修夫港，雙方在2016年9月12日簽約。2017年2月4日，他加盟告士打城。
莫斯利曾代表愛爾蘭青年隊上場25次，包括在歐洲U-17足球錦標賽和歐洲U-19足球錦標賽上場。

## 外部連結
- 足球数据库：博比·莫斯利的球员统计数据